# RC Sparta Praha
Rugby Club Sparta Praha je druhý nejstarší český ragbyový klub, založený v roce 1928 a v současnosti hrající ve sportovním areálu Podvinný mlýn v pražské Libni. Oddíl je členem Asociace sportovních klubů AC Sparta Praha.
Klub má v současnosti dva mužské seniorské ragbyové týmy – "A" (Extraliga Ragby XV) a "B" (nižší soutěž). Dále vede ženský tým v ragby 7', jenž hraje v nejvyšší soutěži Elitní série Ragby 7s.
Klub má i mládežnické kategorie: juniorský tým (do 18 let), tým kadetů (do 16 let), tým starších žáků (do 14 let), tým mladších žáků (do 12 let) a přípravku (do 10 let) s minipřípravkou (U8 a U6).

## Historie
Ragbyový klub Sparty byl založen 28. srpna 1928 skupinou nadšenců, vedených neúnavným propagátorem Láďou Macháčem. Mezi první členy patřily Jan Šalanský, Josef Pospíšil, Jan Dvořák, Oldřich Vopálenský, Josef Urban a R. O. Bauše. Tehdejší zakladatelé doufali, že tradiční soupeření mezi Spartou a Slavií pomohou tento dosud neznámý sport rozšířit. To se však nestalo, jelikož oddíly neměly dostatek peněz i z důvodu velké hospodářské krize. Což mělo za následek dokonce (dočasné) zrušení oddílu ragby ve Spartě v roce 1936.
Prvním trenérem se stal člen francouzské mise Andrée Cannellas a jádro týmu tvořili okolo zakladatelů řezníci (kolegové L. Macháče) z Pražských jatek a kamarádi z trampské osady Údolí děsu. Zbytek týmu doplnili studenti. 28. dubna 1929 bylo sehráno první přátelské utkání na pražské Letné AC Sparta – Vysokoškolský sport Brno s nerozhodným výsledkem 6:6. O čtrnáct dní později 12. května 1929 viděli diváci první souboj pražských S, ve kterém zvítězil zkušenější klub Slavie 3:23. Utkání řídil spisovatel a malíř Ondřej Sekora, jeden z tehdejších předních propagátorů a organizátorů ragbyového sportu.
Od roku 1929 se začalo hrát první mistrovství republiky a Sparta obsadila třetí místo. O rok později byla druhá a navíc získala pohár dr. Duška, když ve finále porazila poprvé Slavii 8:0. Ve třetím ročníku, v roce 1931 stále pod taktovkou francouzského trenéra A. Cannellase, získala Sparta první mistrovský titul. V tomto ročníku někteří hráči nastoupili i v dresu národního týmů a odehráli své historicky první mezistátní utkání proti Německu. V dalších letech Sparta pravidelně obsazovala druhé místo.
V roce 1934 však došlo k velkému neštěstí, kdy požár letenského stadionu zachvátil celou tribunu a klubu shořelo veškeré vybavení. Společně s tíživou ekonomickou situací vše směřovalo k neodvratnému zániku ragby. Solidarita ostatních klubů, organizací několika přátelských zápasů, kdy výtěžek byl věnován ragbistům na zakoupení nutných rekvizit, jen oddálila rozpuštění oddílu o dva roky později.
Po posledním předválečným ligovým zápase AC Sparta – VVK Praha (3:3) se dění kolem ragbyového míče ve Spartě na dalších deset let odmlčelo.
S blížící se válkou, nedostatečným zájmem veřejnosti a její podporou, nedostatkem finanční prostředků i samotných hřišť, došlo k přerušení sportovní činnosti v celém československém ragby. Další z příčin byla i nepřízeň fotbalových činovníků, pro které ragby bylo konkurencí kopané. K obnově sportu došlo v zemi v roce 1944, kdy se po Praze roznesla zpráva z tisku, že se na strahovském stadionu hraje ragby. Ze Sparty se tohoto prvního klání zúčastnili Macháč, Bauše, Kohout, Vaníček, Mareš, Kopernický a Čapek. Tehdy také vzniklo ragbyové mužstvo SK Veleslavín, které v roce 1945 přešlo do znovuzrozené Sparty. Mužstvo vedl trenér Karel Mareš a následoval přebornický titul v roce 1946 a o rok později dokonce mistrovský titul ČSR. V tomto období byl nově založen dorostenecké mužstvo.
Po odchodech do zahraničí koncem 40. let byl tým značně oslaben a nepodařilo se navázat na předválečné úspěchy.
Po neúspěšné sezóně 1956/57 mužstvo sestoupilo do 2. ligy, aby se za rok vrátilo do nejvyšší soutěže, když vyhrálo oblastní přebor bez jediné porážky pod vedením trenér Oldřicha Seidla. V dalších letech došlo k doplnění hráčů z mladších úspěšných ročníků a klub se začal vracet na vrchol ligy. V letech 1967 a 1968 získává dva mistrovské tituly, ale v období politické krize odchází z mužstva šest hráčů do zahraničí a nastává další konsolidace týmu, jejímž vrcholem je zlatá sezóna 1972/73.
V roce 1982 se klub stěhuje z Troje do Vysočan do sportovního areálu Podvinný mlýn, kde sídlí i v současné době. Dnes toto území patří do městské části Libeň.
V sezóně 1984/85 mužstvu opět hrozí pád do 2. ligy, ale zachrání se úspěchem v baráži. Po slabších letech přichází mistrovská sezóna 1989/90. Na vítězný ročník se už ale nedaří navázat a na další titul si mužstvo počká do roku 1998, kdy klub slaví 70. výročí založení. I po odchodu hráčů do zahraničí, dokáže Sparta obhájit titul v následujícím roce.
Po dvou titulech dochází ke generační obměně kádru. V sezóně 2000/01 mužstvo zachraňuje účast v Extralize vítězstvím v sestupové skupině. Nově poskládaný kádr se v dalších letech drží špičky a pravidelně v play-off bojuje o medaile.
V letech medailového půstu začíná opět růst silná generace v mládežnických kategoriích, jejíž slovo přichází na řadu od 2017, kdy se podaří získat dva mistrovské tituly a dvě třetí místa.

### Názvy
Od svého založení v roce 1928 měl stejně jako mnoho jiných ragbyových týmu několik názvů.
- 1928 - AC Sparta (Athletic Club Sparta)
- 1949 - ZSJ Bratrství Sparta Praha (Základní sportovní jednota Bratrství Sparta Praha)
- 1951 - TJ Sparta Praha Sokolovo (Tělovýchovná jednota Sparta Praha Sokolovo)
- 1965 - TJ Sparta Praha (Tělovýchovná jednota Sparta Praha)
- 1970 - TJ Sparta ČKD Praha (Tělovýchovná jednota Sparta Českomoravská-Kolben-Daněk Praha)
- 1989 - RC Sparta Praha (Rugby Club Sparta Praha)

### Stadion
Ragbyový oddíl Sparty hrál během své historie utkání na několika místech metropole, než se usídlil na Podvinném mlýně.
- 1928 – ? AC Sparta (Letná, Bubeneč)
- 40. léta Sportovní areál Strahov
- ? – 1982 Troja (bývalé hřiště RC Slavia Praha)
- od 1982 Podvinný mlýn (Libeň, dříve Vysočany)

### Úspěchy
V posledních letech se seniorský tým běžně účastní zápasů play-off Extraligy.
- Mistrovské tituly:
  - 1931/32 – mistr ČSR – trenér Andrée Cannellas
  - (1946/47 – mistr ČSR[1] – trenér Karel Mareš, Pozn.: Není uvedeno v tabulkách ČSRU.)
  - 1966/67 – mistr ČSSR – trenér Oldřich Seidl
  - 1967/68 – mistr ČSSR – trenér Oldřich Seidl
  - 1972/73 – mistr ČSSR – trenér Oldřich Seidl
  - 1989/90 – mistr ČSFR – trenér Jiří Skall st.
  - 1997/98 – mistr ČR – trenér Václav Horáček
  - 1998/99 – mistr ČR – trenér Václav Horáček
  - 2016/17 – mistr ČR – trenér Petr Okleštěk
  - 2019 – mistr ČR – trenér Ondřej Kutil

- 2. místo: 1930/31, 1931/32, 1932/33, 1933/34, 1934/35, 1935/36, 1964/65, 1974/75, 1975/76, 1994/95, 2013/14.

- 3. místo: 1929/30, 1948/49, 1958/59, 1963/64, 1968/69, 1973/74, 1976/77, 2001/02, 2003/04, 2004/05, 2005/06, 2006/07, 2018, 2022.

- Pohár ČSRU: 1990, 2017[3].

- Superpohár: 2012

- Pohár osvobození: 1960.

## Ženské ragby
V létě roku 2003 byl zformování i ženský tým v ragby 7' pod vedením Radky Bredlerové. Současný tým hraje v Elitní sérii (nejvyšší česká soutěž v kategorii ženy) pod vedením trenéra Zdeňka Albrechta.

### Úspěchy
- 1. místo: 2006/07, 2007/08, 2009/10, 2013/14, 2021.
- 2. místo: 2008/09, 2010/11, 2011/12, 2012/13, 2014/15.
- 3. místo: 2022.